# Real Blood: The True Beginning
Real Blood: The True Beginning es una película estadounidense de acción y ciencia ficción de 2015, dirigida por Phillip Penza, que a su vez la escribió junto a Ramsey Penza y Leo Wong, el elenco está compuesto por Eric Roberts, Lorenzo Lamas y Big Daddy Kane, entre otros. El filme fue realizado por Little Books Little Films y se estrenó el 3 de febrero de 2015.

## Sinopsis
En este largometraje el bien afronta al mal una vez más, un conjunto de vampiros sedientos quieren hallar a sus víctimas y poder saciarse.